# Fontaine-le-Comte
Fontaine-le-Comte é uma comuna francesa na região administrativa da Nova Aquitânia, no departamento de Vienne. Estende-se por uma área de 18,66 km². Em 2010 a comuna tinha 3 944 habitantes (densidade: 211,4 hab./km²).